# Notamphisopus kirkii
Notamphisopus kirkii là một loài chân đều trong họ Phreatoicidae. Loài này được Chilton miêu tả khoa học năm 1906.